# POCKETDOL STUDIO
POCKETDOL STUDIO（ポケットドール・スタジオ、朝: 포켓돌스튜디오）は、2017年設立の韓国ソウル特別市にある芸能プロダクション、音楽企画会社。廃業した親会社であるMBKエンターテインメントの後継会社である。

## 沿革
2017年にMBKエンターテインメントとInterparkがオーディション番組『The Unit』の制作に向けて投資して設立された。UNI.TとUNBの活動終了後も事業は継続している。
2019年4月12日、オーディション番組『UNDER19』から1THE9がデビュー
2020年4月21日、男性デュオグループ・H&Dがデビュー。
2020年11月19日、9人組男性アイドルグループ・BAE173がデビュー
2022年、MBKエンターテインメントが廃業し、会社体制をPOCKETDOL STUDIOに移行させた。

## 子会社
- PHUNKY STUDIO - 2020年設立。
- M25 - 2022年2月20日にF-ve DollsとDIAの元メンバーであるチョ・イヒョンが設立した。2022年5月5日、オーディション番組『放課後のときめき』から7人組の女性アイドルグループ・CLASS:yがデビュー[4]。

## 所属アーティスト

### グループ
- BAE173
- FANTASY BOYS

### 歌手
- イェビン
- ソン・ガイン

### 俳優・女優
- チョン・チェヨン

## 過去の所属アーティスト

### グループ
- UNI.T（2018年）
- UNB（2018年 - 2019年）
- 1THE9（2019年 - 2020年）
- H&D（2020年）
- DIA（2020年 - 2022年）